# Charles (piłkarz)
Charles, właśc. Charles Dias de Oliveira Barbosa (ur. 4 kwietnia 1984 w Belém) – brazylijski piłkarz występujący na pozycji napastnika w SD Eibar.